# The World Without Us
The World Without Us és un llibre científic que tracta de l'impacte que tindria sobre la Terra la desaparició dels éssers humans. El seu autor és el periodista nord-americà Alan Weisman i va ser publicat per St. Martin's Thomas Dunne Books el 2007.
L'obra és una versió expandida de l'article «Earth Without People» del mateix autor, publicat en la revista Discover al febrer de 2005. Redactat primordialment a manera d'experiment mental, El món sense nosaltres resumeix, per exemple, la forma en què les ciutats i llars s'haurien de deteriorar, quants artefactes artificials prevaldrien i com evolucionarien les formes de vida restants. Weisman conclou que els barris residencials passarien a convertir-se en boscos dins d'un període no major a 500 anys i que les deixalles radioactives, les estàtues de bronze, els plàstics, així com la muntanya Rushmore, quedarien entre les proves més perdurables de la presència humana al planeta.
Després d'escriure prèviament quatre llibres i nombrosos articles per a revistes, Weisman va viatjar a diversos llocs per entrevistar a acadèmics, científics i altres autoritats. Una vegada fet això, va usar les cites d'aquests diàlegs per explicar els efectes resultants en la naturalesa i, alhora, fonamentar les prediccions realitzades fins a aquest moment entorn del tema. L'obra ha estat traduïda i publicada a diversos països. Als Estats Units va aconseguir el lloc número sis en la llista de «Els llibres més venuts» de The New York Times i el primer lloc del Sant Francisco Chronicle al setembre de 2007. Igualment, va ocupar el primer lloc entre els llibres més comercialitzats dels llistats elaborats per Time i Entertainment Weekly. Quant a crítiques, l'estil de redacció i la manera d'abordar els temes científics van ser dos aspectes elogiats, encara que alguns periodistes, entre ells un de The Washington Post, van manifestar el seu desacord respecte a l'absència d'una anàlisi antropomòrfica del contingut.

## Antecedents
Previ al món sense nosaltres, l'autor, Alan Weisman, havia escrit quatre llibres, entre els quals es trobaven Gavines: un llogaret per reinventar el món (en 1998) sobre una ecoaldea a Colòmbia i An Tiro In My Blood (publicat el 1999) sobre la història d'immigració de la seva família des d'Ucraïna fins a territori nord-americà. A més havia col·laborat com a periodista per a revistes internacionals i periòdics nord-americans i al moment d'escriure les obres esmentades anteriorment era un professor associat de Periodisme i Estudis Llatinoamericans a la Universitat d'Arizona. Aquesta professió li obligava solament a donar una única classe durant cada semestre, en l'època primaveral, per la qual cosa la resta de l'any gaudia de llibertat per viatjar i dur a terme recerques.

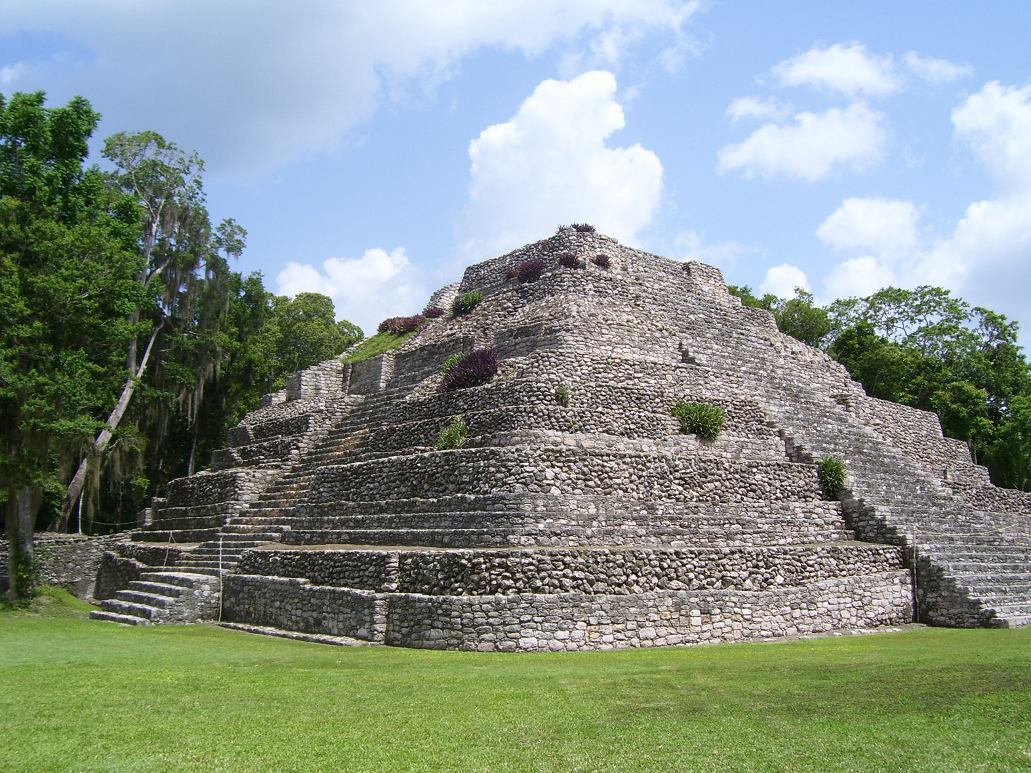
Per escriure El món sense nosaltres, Weisman va recórrer a alguns articles que ell mateix havia redactat prèviament. Entre aquests es trobava «The Real Indiana Jones», el contingut del qual tracta sobre la cultura maya. Addicionalment l'autor va entrevistar a l'antropòleg Arthur Demarest amb tal d'obtenir més detalls sobre l'apogeu de la civilització maya.

En 2003, Josie Glausiusz, una editora de la revista Discover, li va suggerir el concepte del món sense nosaltres. Aquesta portava considerant la idea des de feia anys, per la qual cosa li va demanar que escrivís un article sobre això després de rellegir «Journey through a Doomed Land», un article publicat per ell en la revista Harper's el 1994, el contingut de la qual tracta sobre l'estat en què es trobava Txernòbil a vuit anys del seu abandó. El seu article per Discover, «Earth Without People», es va publicar en l'exemplar corresponent a febrer de 2005, sent reimprès en l'antologia The Best American Science Writing 2006. En ell descriu la manera en què el mitjà natural ha prosperat a l'abandonada zona desmilitaritzada de Corea i com la naturalesa mateixa hauria d'aclaparar l'espai urbà de la ciutat de Nova York. Fent ús d'entrevistes amb paleoecologistas, l'article especula que la megafauna tornaria i la coberta forestal, com el Bosc de Białowieża a Europa, s'estendria per tot el continent europeu i la regió aquest dels Estats Units. Així mateix, l'assaig planteja la possibilitat de l'escassetat de centrals energètiques, plantes químiques, embassaments i tancs de petroli.
Per ampliar aquest contingut en un llibre, el seu agent va trobar a un editor en St. Martin's Press; entre les vint-i-tres pàgines de bibliografia hi ha dos articles que va escriure per a la revista de Los Angeles Times —«Naked Planet», sobre els contaminants orgànics persistents i «The Real Indiana Jones», sobre la cultura maya— així com un més publicat en Condé Nast Traveler —«Diamond in the Wild», que aborda el procés d'extracció de diamants—, juntament amb «Earth Without People» de Discover. Amb tal d'ampliar la seva recerca original, va realitzar un sondeig addicional a Anglaterra, Xipre, Turquia, Panamà i Kenya, on va entrevistar a acadèmics com el biòleg Edward Osborne Wilson per obtenir informació sobre la zona desmilitaritzada de Corea. Va recórrer també a especialistes, com l'arqueòleg William Rathje, a qui va entrevistar sobre la temàtica dels plàstics com a residus de desaprofitament; el botànic especialista en boscos Oliver Rackham, amb qui va parlar sobre la coberta vegetal a la regió britànica; l'antropòleg Arthur Demarest, per tractar sobre el final de la civilització maya; el paleobiólogo Douglas Erwin, per conversar sobre qüestions relacionades amb el procés d'evolució; i el filòsof Nick Bostrom, per obtenir detalls sobre el moviment transhumanista.

## Sinopsi
El llibre està dividit en dinou capítols, amb un pròleg, un epíleg, bibliografia i índex alfabètic. Cada capítol tracta sobre un tema diferent, com la destinació potencial dels plàstics, la infraestructura petroliera, les instal·lacions nuclears i les obres d'art. Està escrit des del punt de vista d'un periodista científic, amb explicacions i testimoniatges que sustenten les seves afirmacions. cal destacar que no hi ha cap apreciació narrativa global tractada en un sol capítol que cohesioni o unifiqui el contingut en forma de tesi.
L'experiment mental de Weisman s'enfoca en dues qüestions primàries: com reaccionaria la naturalesa enfront de la desaparició de la humanitat? i quin llegat deixarien els humans en ella després de la seva absència? Per preveure com podria continuar la vida sense la presència humana, va examinar àrees on l'ambient natural existeix amb una mínima intervenció humana, tals com el bosc de Białowieża, l'escull Kingman i l'atol Palmyra. Així mateix, va entrevistar al biòleg I. O. Wilson i va visitar als membres de la Federació Coreana del Moviment Ecologista, a la zona desmilitaritzada de Corea, on solament una petita quantitat de persones han ingressat des de 1953. De la mateixa manera va intentar concebre com la vida hauria d'evolucionar mitjançant la descripció de l'evolució de plantes i animals prehistòrics, encara que Douglas Erwin va advertir sobre aquest tema: «no podem predir el que serà el món dins de cinc milions d'anys amb només estudiar als supervivents». Diversos capítols estan dedicats a la megafauna, la qual va predir que hauria de proliferar. En la seva anàlisi, examina mostres de terra dels últims dos segles i extrapola les concentracions de metalls pesants i substàncies estranyes en un futur on no hi ha noció d'insums industrials. També examina els nivells de diòxid de carboni en l'atmosfera i les seves implicacions en el canvi climàtic.

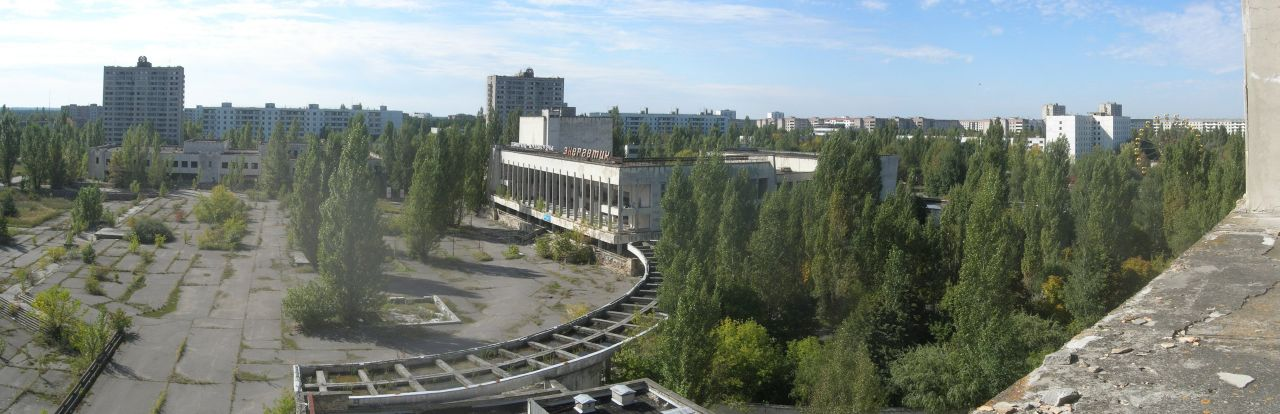
La ciutat abandonada de Prípiat, a Ucraïna, situada prop de Txernòbil.

Amb material provinent dels seus articles anteriors, va utilitzar el final de la civilització maya per il·lustrar la possibilitat d'una societat arrelada que va desapareixent i com l'ambient natural oculta amb rapidesa qualsevol rastre. Per demostrar la forma en què la vegetació podria posar en risc la infraestructura creada per l'humà, va entrevistar a hidrólogos i empleats al Canal de Panamà, on cal un manteniment constant per evitar l'avanç de la vegetació selvàtica i retirar el llim de les preses. Per il·lustrar ciutats que haurien de ser abandonades després de sucumbir davant els efectes de l'entorn natural, recorre a Txernòbil (Ucraïna, abandonada el 1986) i Varosha (Xipre, abandonada en 1974). Sobre el tema, considera que les estructures s'enfonsen quan el clima provoca danys que no són reparats i altres formes de vida creen nous hàbitats en aquests llocs. A Turquia va contrastar les pràctiques de construcció de la creixent ciutat d'Istanbul, que considera típiques de grans ciutats en països menys desenvolupats, amb les ciutats subterrànies de Capadocia. A causa de la gran demanda d'habitatge a Istanbul, gran part de la ciutat s'ha desenvolupat ràpidament amb qualsevol material disponible, per la qual cosa podria esfondrar-se davant un gran terratrèmol o un altre desastre natural. Contràriament, les regions subterrànies de Capadocia es van construir fa milers d'anys sobre regions on hi ha toba volcànica, per la qual cosa és més probable que sobrevisquin durant diversos segles.
L'autor va usar també a la ciutat de Nova York com a model per donar una idea general de la forma en la qual l'àrea urbana no mantindria la seva forma; en la seva obra explica que els embornals s'obstruirien, els corrents subterranis inundarien els passadissos del metre i el sòl sota les carreteres s'erosionaria i, finalment, es destruiria. Sobre la base de les seves entrevistes amb membres de la Wildlife Conservation Society i del Jardí Botànic de Nova York prediu que la vegetació nativa tornaria, dispersant-se des dels parcs i sobreposant-se a espècies invasores. Sense humans que proporcionin aliment i calor, les rates i paneroles s'extingirien.
Així mateix, explica que una casa habitual començaria a caure tan aviat com l'aigua es filtrés pel sostre o al voltant dels tapajuntes, provocant l'erosió de la fusta i l'oxidació dels claus, situació que conduiria a la caiguda dels murs i a una eventual ensulsiada de la integritat de l'estructura. Cinc segles després, tot el que quedaria en el lloc serien les parts d'alumini del rentavaixella, utensilis de cuina d'acer inoxidable i rosteixes de plàstic. Els utensilis artificials de major durada a la Terra serien els materials radioactius, ceràmics, estàtues de bronze i la muntanya Rushmore, mentre que, a l'espai exterior, les plaques de la Pioneer, els disc d'or de les Voyager i les ones radiofòniques durarien, fins i tot, més temps que la Terra.
Deixant de costat el tema del medi ambient i la seva evolució una vegada que deixés d'existir la vida humana, analitza què és el que podria portar a la desaparició sobtada i completa de la humanitat sense que això ocasioni un dany seriós a l'ambient natural i l'espai urbà. Tal escenari, conclou, és summament improbable. Para això pren en consideració primordialment tres aspectes: el Transhumanisme, el Moviment per l'Extinció Humana Voluntària (VHEMT) i l'obra La fi del món: la ciència i ètica d'extinció humana, de John A. Leslie. El llibre finalitza amb la proposta d'una nova versió de la política del fill únic; després d'admetre que la vigent és una «mesura draconiana», declara: «El fons de tot l'assumpte és que qualsevol espècie que sobrepassa els recursos dels quals disposa sofreix una caiguda en el nombre de la seva població. Limitar la nostra reproducció seria difícil, però limitar els nostres instints pot arribar a ser encara més dur». Weisman va respondre a les crítiques derivades d'aquestes afirmacions assenyalant: «vaig saber per endavant que tocaria la sensibilitat d'algunes persones plantejant el problema de la població, però ho vaig fer perquè s'ha estat perdent massa temps en la discussió de com hem de tractar la situació del nostre creixement econòmic i demogràfic que actualment ens ha sacsejat massa [sic]».

## Gènere

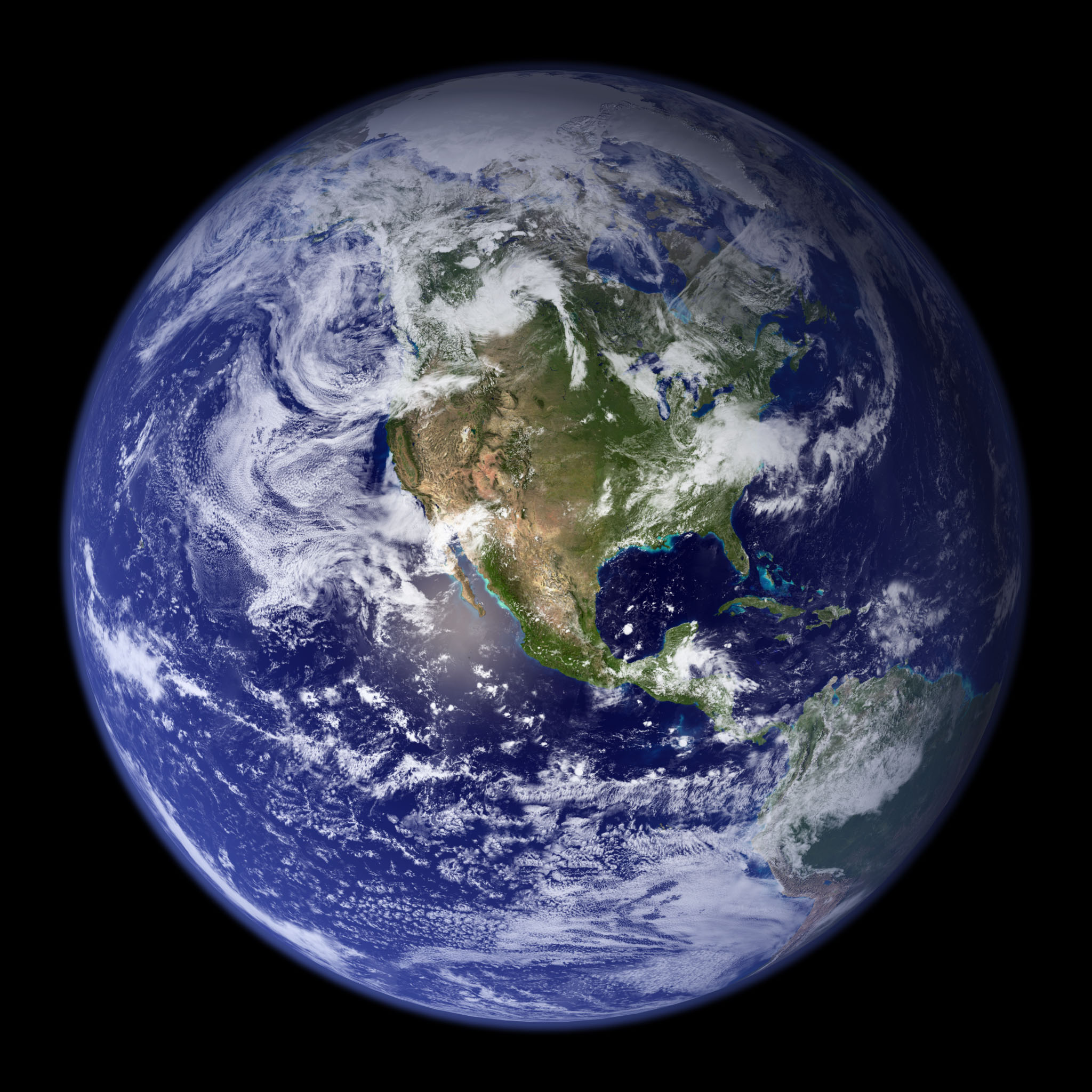
Igual que altres llibres ambientals, El món sense nosaltres discuteix l'impacte que l'ésser humà ha ocasionat al planeta amb el pas dels anys. Segons el seu autor: «[…] Volia escriure realment alguna cosa que la gent volgués llegir ... sense minimitzar la importància del que està passant, ni trivialitzant-ho o simplificant-ho en demasía».

Tot i que el llibre és catalogat com una «obra de no ficció», alguns comentaristes emfatitzen que seria millor descriure-ho com a «ficció especulativa». El món sense nosaltres es troba així mateix en les categories de periodisme científic i ambiental. Igual que altres llibres ambientals, discuteix l'impacte que els humans han ocasionat al planeta. L'experiment mental de Weisman remou els judicis i sofriments dels humans en enfocar-se en un hipotètic món posthumano. Aquest enfocament del gènere, el qual «centra l'atenció a la pròpia Terra», va ser considerat com a creatiu i objectiu. Han existit altres publicacions que aborden temes semblants, com el llibre de Gregory Benford Deep Time: How Humanity Communicates Across Millennia (1999). Alguns escriptors de ciència-ficció com a H. G. Wells (La guerra dels mons, 1898) i John Wyndham (El dia dels trífidos, 1951) ja havien escrit sobre la possible destinació de les ciutats i altres estructures creades per l'ésser humà després de la sobtada desaparició dels seus creadors. Detalls similars sobre la decadència de la civilització s'incorporen igualment en la novel·la postapocalíptica de ciència-ficció La Terra roman (1949) del professor anglès George R. Stewart.
Sobre l'enfocament ambientalista, l'escriptor va esmentar que en erradicar l'element humà es va eliminar el «factor por» que la gent estigui fent alguna cosa malament o que moriran; pel que segons l'autor s'ha de llegir com si es tractés d'una fantasia. Josie Appleton, de Spiked, va relacionar el llibre amb la «idealització contemporània de la naturalesa» en el sentit que va enllaçar «la decadència i despreniment d'una societat consumista moderna» amb una evident ignorància en els esforços que calen per generar productes.
L'estil de periodisme científic utilitza així mateix entrevistes amb autoritats acadèmiques i professionals per fonamentar les conclusions, mentre manté el «[to] fresc i desapassionat […] d'un observador científic més que d'un activista». Weisman va assenyalar que ell havia evitat, a propòsit, l'etiqueta activista en el contingut: «Part dels nostres millors escriptors científics i ambientalistas només són llegits per gent que està d'acord amb les seves percepcions. És agradable tenir una mica d'afirmació per a qualsevol cosa que tu consideres com a veritable, fins i tot si el tema és preocupant, encara que volia escriure realment alguna cosa que la gent volgués llegir […] sense minimitzar la importància del que està passant, no trivialitzant-ho, ni simplificant-ho en demasía». Richard Fortey va comparar el llibre amb els treballs de Jared Diamond, Tim Flannery i I. O. Wilson, assenyalant sobre aquest tema que El món sense nosaltres «evita per poc la concepció de tristesa, fastig i odi que tendeix a englobar al pobre lector després de llegir un catàleg sobre la rapacidad humana». Mark Lynas, en New Statesman, va assegurar: «tenint en compte que la majoria dels llibres de medi ambient cauen sota el pes de les seves males notícies acumulades, El món sense nosaltres sembla refrescant i positiu». Per demostrar l'optimisme quant al tema més desalentador, Appleton va citar a un ecologista del llibre dient: «si el planeta va poder salvar-se del Permià, llavors també pot recuperar-se dels humans».

## Publicació
El llibre es va publicar per primera vegada el 10 de juliol de 2007, sent una edició de tapa dura que va arribar als prestatges dels Estats Units a càrrec de l'editorial St. Martin's Thomas Dunne Books, mentre que a Regne Unit, Canadà i Hispanoamèrica el llibre va aconseguir distribuir-se a través de les editorials Virgin Books, HarperCollins i Debat, aquesta última del grup Random House Mondadori. Més tard, al juliol de 2008, va aparèixer la versió de butxaca.
El món sense nosaltres ha estat traduït i publicat a França per l'editorial Groupe Flammarion sota el nom de Homo disparitus, a Alemanya per Piper i renombrado a Die Welt ohne uns, a Portugal per Estrela Polar com O Món Sem Nós, a Itàlia per Einaudi com Il mondo senza di noi, a Polònia per CKA com Świat bez nas i al Japó per Hayakawa Publishing sota el títol de Jinrui ga kieta sekai.
Pete Garceau va dissenyar la portada de la publicació per al seu llançament en el continent americà; un crític va considerar que el resultat era «una gruixuda capa de sucre, recoberta amb un to de dolçor en un esforç per no alarmar als lectors potencials. "Sí, sóc un llibre sobre el medi ambient. Però sóc inofensiu! […] Bé, no ho sóc!"». La versió canadenca, dissenyada per Ellen Cipriano, és molt semblada a la portada nord-americana, encara que incorpora una fotografia en comptes d'una il·lustració caricaturesca, mentre que el disseny per als llançaments internacionals contrasta l'entorn natural amb un ambient urbà decadent. Adam Grupper es va encarregar de narrar l'audiolibro en anglès, que té una durada total de deu hores; Macmillan Àudio i BBC Audiobooks van distribuir la versió gravada, llançant-la de manera simultània a la data de llançament de l'edició de tapa dura. La revista AudioFile va distingir amb un premi Earphones a la presentació sonora, escrivint que: «Sense aprofundir en el sensacionalisme i romandre objectiu i flemático, Grupper pren el qual podria ser un tema depriment per convertir-ho en un llibre que simplement no es pot deixar d'escoltar».

## Recepció
Para quan es va publicar el llibre, Weisman va realitzar una gira amb escales als Estats Units, Canadà i ciutats com Lisboa i Brussel·les. A més, va accedir a concedir entrevistes als programes de televisió The Daily Xou i The Today Xou, així com als programes radiofònics Weekend Edition, Talk of the Nation, The Diane Rehm Xou, Living on Earth, Marketplace i As It Happens. Mentrestant, el 29 de juliol, El món sense nosaltres va debutar en la llista de best seller de The New York Times, ingressant en el lloc número deu dins de la categoria d'edicions de tapa dura que el seu contingut no és fictici, perdurant fins a nou setmanes en el top ten i aconseguint el sisè lloc el 12 d'agost i el 9 de setembre. Al mercat canadenc, va estar durant deu setmanes en el llistat dels llibres més venuts de The Globe and Mail, obtenint el tercer lloc del top ten l'11 d'agost. Així mateix, va encapçalar el catàleg de Sant Francisco Chronicle el 21 de setembre, romanent un total d'onze setmanes en el top 150 dels llibres més comercialitzats de la setmana d'USA Today, on es va situar en el lloc 48. Crítics de la publicació Library Journal van recomanar el llibre per a totes les col·leccions que aborden contingut sobre el medi ambient, mentre que el audiolibro ho van suggerir per a les col·leccions de audiolibros pertanyents a la majoria de les biblioteques nord-americanes, tant públiques com a acadèmiques. Al seu torn, l'obra va aconseguir el primer lloc del top ten de 2007 de les revistes Time i Entertainment Weekly, figurant també en el llistat de «les millors publicacions en 2007» de Hudson Booksellers. En la categoria «millors llibres de 2007» publicada pel lloc web Amazon.com, el llibre va aparèixer a la cambra posada a nivell general als Estats Units, mentre que al Canadà va encapçalar el conjunt de llibres no ficticis.

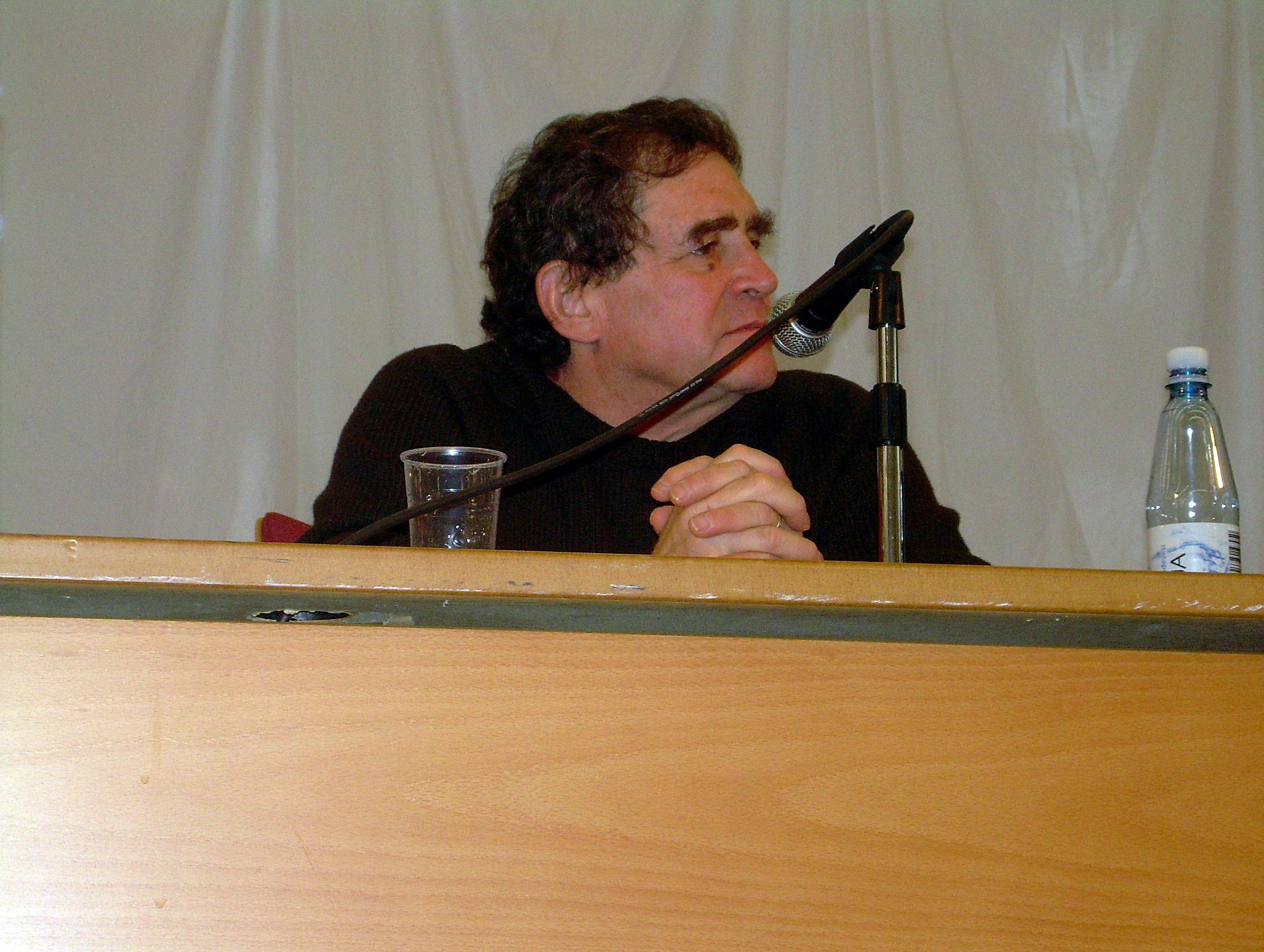
Alan Weisman, autor del món sense nosaltres.

L'estil de redacció també va aconseguir una recepció positiva, sent qualificat com a intens, bo i a vegades trista, però amb un ús apropiat del llenguatge. Fins i tot, en una ressenya negativa en termes generals, Michael Grunwald del The Washington Post va assenyalar que la redacció era «sempre lúcida i, de vegades, elegant». En The New York Times Book Review, Jennifer Schuessler va esmentar que Weisman té un «coqueteig amb el llenguatge religiós, mentre que la seva impassibilitat de tant en tant portentosa dona lloc a la retòrica familiar de l'infern ecològic». Janet Maslin de The New York Times va demostrar que la redacció tenia un «estil àrid i pla», sent «estranyament uniforme en to». En les tècniques usades pel reporti, Kamiya va escriure que «la manera científica de reportar [de Weisman], alhora lúcida i meravellosa […] és el cor i l'ànima d'aquest llibre», afegint que «està escrit com si l'autor fos un observador curiós i compassiu provinent d'un altre planeta». Al seu torn, l'editora Karen Long, de The Plain Dealer, va dir que Weisman «usa el llenguatge precís i pacient d'un bon escriptor científic, mostrant a més una habilitat per analitzar fonts de fets inesperats i provocatius».
No obstant això, diversos crítics van notar que la falta d'un punt de vista antropomòrfic danyava en certa forma la rellevància del seu contingut. Robert Braile, de The Boston Globe, va escriure sobre el llibre: «no té un context real […] ni racional per provar que aquesta fantasia no demostrada de Weisman no sigui més que una premissa que la gent troba fascinant». Michael Grunwald, de The Washington Post, també va qüestionar la premissa: «Imaginar el pas de la humanitat en un planeta posthumano ha de ser divertit per porreros ignorants que, de fet, ja han resolt els dubtes sobre l'existència de Déu i l'excitant de Fergie, però no és clar perquè la resta de nosaltres necessiti aquest nivell de prova documental». D'altra banda, Alanna Mitchel, en el seu ressenya per Globe and Mail, va notar un nivell de rellevància en el context de la passivitat de la gent per esgotar els recursos, una percepció combinada amb una vanitat antropomòrfica: «El llibre està dissenyat per ajudar-nos a trobar la forma de sobreviure, intentant per a això treure'ns del nostre ball passiu amb la mort».
L'enfocament ambiental del llibre també va ser objecte de crítica per alguns analistes, com el cas de Christopher Orlet, de The American Spectator, qui va escriure: «és un primer exemple dels punts de vista extremistes i equivocats dels ecologistes». Braile va estar d'acord que el llibre podia ser «un malson dels ambientalistas, la qual possiblement alimenta els cops baixos adoptats pel moviment verd […] pels crítics que diuen que els ambientalistas es preocupen més per la naturalesa que per la gent». El ambientalista Alex Steffen va notar que el llibre no conté material nou, excepte que en usar la desaparició sobtada i total dels humans es dona una estructura única, encara que extremadament improbable i insensible. Curiosament, encara que dos crítics van catalogar l'obra com una «jeremiada», li van donar una avaluació positiva. El periòdic britànic The Guardian va assenyalar: «aprenem en el transcurs d'aquest llibre a sentir-nos bé per la desaparició dels éssers humans de la Terra».
Altres crítics en canvi van aclamar la perspectiva ambiental; Chauncey Mabe, de South Florida Sun-Sentinel, es va referir al llibre com «un dels llibres ambientals més satisfactoris de l'època recent, un de desproveït de autojusticia, alarmisme o avorrides prediccions». Tom Spears, de CanWest News Service, va concloure: «és més com un retrat de nosaltres mateixos, pres a través d'una lent estranya […] de vegades un obituario és la millor biografia».